# Naoki Tsukahara
Naoki Tsukahara (en japonais, 塚原 直貴, Tsukahara Naoki) (né le 10 mai 1985 à Okaya, préfecture de Nagano) est un athlète japonais, spécialiste du sprint.
Il détient les records personnels de 10 s 09 sur 100 m (Hiroshima, 27 juin 2009) et 20 s 35 sur 200m (Yokohama, 21 mai 2006).
À Osaka 2007, il bat une première fois le record d'Asie du relais 4 × 100 m en 38 s 21. En finale, il a à nouveau battu le record d'Asie du 4 × 100 m avec une équipe composée de Naoki Tsukahara, Shingo Suetsugu, Shinji Takahira et Nobuharu Asahara, en 38 s 03 à Ōsaka, le 1er septembre 2007.
Le 16 août 2008, il participe aux demi-finales du 100 m des Jeux olympiques 2008 à Pékin mais échoue à la 7e place de sa demi-finale en 10 s 16.
Il a remporté deux argents aux Jeux asiatiques de 2006 à Doha (100 m et 4 × 100 m).

## Palmarès

### Jeux olympiques
- Jeux olympiques de 2008 à Pékin ( Chine) 
  -  Médaille d'argent en relais 4 × 100 m

### Championnats du monde d'athlétisme
- Championnats du monde d'athlétisme de 2007 à Osaka ( Japon) 
  - éliminé en quart de finale sur 100 m
  - 5e en relais 4 × 100 m

### Championnats du monde junior d'athlétisme
- Championnats du monde junior d'athlétisme de 2004 à Grosseto ( Italie)
  -  Médaille de bronze en relais 4 × 100 m

## records
100 m : 10 s 09

200 m : 20 s 35

4 × 100 m : 38 s 03